# Ganosomus
Ganosomus is een kevergeslacht uit de familie van de boktorren (Cerambycidae). De wetenschappelijke naam van het geslacht werd voor het eerst geldig gepubliceerd in 1901 door Fairmaire.

## Soorten
Ganosomus is monotypisch en omvat slechts de volgende soort:
- Ganosomus elegans Fairmaire, 1901